# هواپیمایی آوا
هواپیمایی آوا (به انگلیسی: Ava Airlines) یک شرکت هواپیمایی خصوصی ایرانی است که فعالیت رسمی خود را در فوریهٔ ۲۰۲۴ آغاز کرد.

## مسیرهای پروازی
این شرکت در ابتدا پروازهای داخلی خود را در مسیرهایی مانند تهران به بوشهر و مشهد به رامسر برقرار کرد. نخستین پرواز بین‌المللی هواپیمایی آوا نیز در مسیر تهران به استانبول با یک فروند ایرباس A310-300 انجام شد.
پایگاه‌های اصلی عملیاتی آن در فرودگاه‌های مهرآباد تهران و مشهد هستند. جدول زیر مقاصد تأییدشده تا اکتبر ۲۰۲۴ را نشان می‌دهد:
| شهر      | کشور  | فرودگاه                               | کد یاتا |
| -------- | ----- | ------------------------------------- | ------- |
| تهران    | ایران | فرودگاه بین‌المللی مهرآباد             | THR     |
| مشهد     | ایران | فرودگاه بین‌المللی شهید هاشمی‌نژاد مشهد | MHD     |
| کیش      | ایران | فرودگاه بین‌المللی کیش                 | KIH     |
| اهواز    | ایران | فرودگاه بین‌المللی اهواز               | AWZ     |
| کرمانشاه | ایران | فرودگاه کرمانشاه                      | KSH     |
| آبادان   | ایران | فرودگاه بین‌المللی آبادان              | ABD     |
| زاهدان   | ایران | فرودگاه بین‌المللی زاهدان              | ZAH     |
| چابهار   | ایران | فرودگاه کنارک                         | ZBR     |
| رامسر    | ایران | فرودگاه رامسر                         | RZR     |
| قشم      | ایران | فرودگاه دیرستان قشم                   | GSM     |
| بغداد    | عراق  | فرودگاه بین‌المللی بغداد               | BGW     |
| نجف      | عراق  | فرودگاه بین‌المللی نجف                 | NJF     |
| استانبول | ترکیه | فرودگاه بین‌المللی استانبول            | IST     |

## ناوگان
تا اکتبر ۲۰۲۴، ناوگان هواپیمایی آوا شامل پنج فروند هواپیما است که عمدتاً از سری بوئینگ ۷۳۷ کلاسیک و یک فروند ایرباس ای۳۱۰ تشکیل شده است. این هواپیماها به دلیل تحریم‌های بین‌المللی، عمدتاً از طریق بازارهای ثانویه یا اجاره از دیگر شرکت‌های ایرانی تهیه شده‌اند.
| نوع هواپیما     | شماره ثبت | شماره سریال سازنده (MSN) | تاریخ اولین پرواز | نوع موتور    | چیدمان صندلی   | توضیحات |
| --------------- | --------- | ------------------------ | ----------------- | ------------ | -------------- | --- |
| Boeing 737-524  | EP-RBC    | 28922                    | ۱۹۹۸/۰۷/۰۶        | 2x CFM56-3C1 | Y126 (اکونومی) | پیش‌تر در اختیار Continental Air Lines و Transaero Airlines بود. در سال ۲۰۲۰ وارد ایران شد و از مارس ۲۰۲۴ به ناوگان آوا پیوست. |
| Boeing 737-500  | EP-RBA    | نامشخص                   | نامشخص            | نامشخص       | Y126 (اکونومی) | فعال در ناوگان شرکت. |
| Boeing 737-500  | EP-RBB    | نامشخص                   | نامشخص            | نامشخص       | Y126 (اکونومی) | فعال در ناوگان شرکت. |
| Boeing 737-300  | نامشخص    | نامشخص                   | نامشخص            | نامشخص       | Y136 (اکونومی) | فعال در ناوگان شرکت. |
| Airbus A310-304 | EP-RBD    | 576                      | ۱۹۹۱/۰۳/۲۰        | 2x PW4152    | Y220 (اکونومی) | سابقه فعالیت در پروازهای حج با ایران ایر و اجاره به هواپیمایی معراج و هواپیمایی قشم.                                          |

به دلیل تحریم‌های آمریکا علیه ایران، هواپیمایی آوا مانند سایر شرکت‌های ایرانی با چالش‌های تأمین قطعات یدکی و خرید هواپیماهای جدید مواجه است، که منجر به استفاده از هواپیماهای قدیمی‌تر با میانگین سنی بالا شده است.